# ایهام

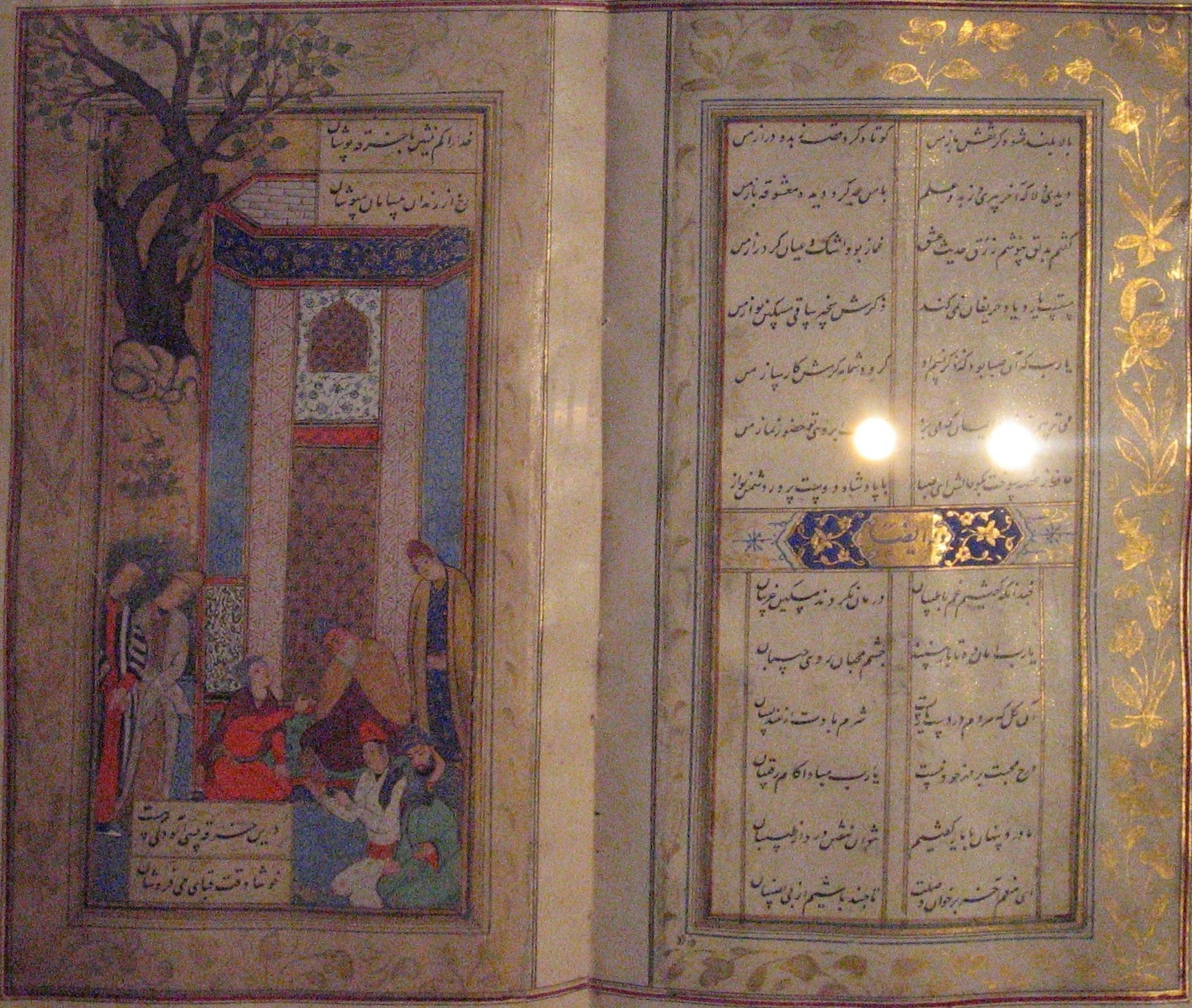
صفحه‌ای از نسخه نستعلیق کتاب دیوان حافظ که در آن از آرایه ایهام استفاده شده است

ایهام یک واژه است با حداقل دو معنی که یکی نزدیک به ذهن و دیگری دور از ذهن. مقصود شاعر گاه معنی دور مثل داستان تاریخی یا موضوعی بین دو نفر یا ضرب المثل، و گاه معنی نزدیک است. در ایهام، واژه یا عبارت آنگونه است که ذهن بر سر دوراهی قرار می‌گیرد بین داستان اصلی و داستان گذشته تاریخی و یا میان نفرات یا ضرب المثل و نمی‌تواند در یک لحظه یکی از دو معنی را انتخاب کند. گرچه دریافتن اینکه کدام معنی اصلی است و کدام فرعی، بسته به رابطهٔ کل کلمات مصرع یا بیت با کلمهٔ دارای ایهام است. البته در بعضی اشعار هر دو معنی قابل قبول است.
این انتخاب، کاری آسان نیست و این حالت روانی عموماً باعث التذاذ ادبی می‌شود. زمانی خواننده می‌تواند آرایه ایهام را دریابد که از معانی مختلف واژه‌ها و عبارات آگاه باشد.
ایهام از مهم‌ترین آرایه‌های ادبی به‌کار رفته در شعر حافظ است.

## نمونه‌ها
| ز گریه مردم چشمم نشسته در خون است |  | ببین که در طلبت حال مردمان چون است |
|                                   |  | حافظ                               |

معنی نزدیک مردم و مردمان در این بیت مردمک و مردمکان چشمان گریان و خونبار عاشق در برابر معشوق است، ولی، در معنایی دورتر و عمیق‌تر، با ظرافت و هنرمندی کم‌نظیری، حال و احوال تمامی مردمان عاشقی‌کشیده و خون‌گریسته را بر خاطر و روان خواننده می‌پاشاند.
یا هر کلمه می‌تواند با کلمهٔ مترادف خود نیز ایهام داشته باشد:
| در سخن مخفی شدم مانند بو در برگ گل |  | هر که دارد میل دیدن در سخن بیند مرا |
|                                    |  | زیب‌النسامخفی                        |

که  با «مخفی» (تخلص شاعر) که هر دو کلماتی مترادف هستند ایهام دارد.

## انواع ایهام

### ایهام تناسب
ایهام تناسب عموماً با درگیر ساختن ذهن خواننده بر سر انتخاب یک معنی از میان چند معنی لغت، لذّت ادبی ایجاد می‌کند.
تفاوت ایهام ساده با ایهام تناسب آن است که در ایهام، هر دو معنی پذیرفتنی است اما در ایهام تناسب، تنها یک معنی به کار می‌آید و معنی دوم با واژه یا واژه‌های دیگر یک تناسب (مراعات نظیر) ایجاد می‌کند. بیشترین ایهام تناسب در ادبیات فارسی در اشعار حافظ و سعدی است؛ مانند:
| چنان سایه گسترد بر عالمی |  | که زالی نیندیشد از رستمی |

در بیت بالا منظور سعدی از «زال» نه پدر رستم بلکه «پیرزن سفیدموی» است اما با «رستم» ایهام تناسب ساخته‌است.
| بی مهر رخت روز مرا نور نمانده |  | وز عمر مرا جز شب دیجور نمانده |

در این بیت حافظ با زیبایی هرچه تمام‌تر واژه مهر را آورده تا مهر در معنای خورشید و آفتاب با روز که در ادامه مصرع آمده تناسب ایجاد کند.
از حافظ:
رابطه بین «هوا» و «باد» در این بیت:
| در چمن باد بهاری ز کنار گل و سرو |  | به هواداری آن عارض و قامت برخاست |

که «هوا» در این بیت به معنی میل است نه به معنی هوایی که با باد تناسب دارد.
و یا به کار بردن هنرمندانه واژهٔ «پروانه» در ابیات زیر توسط حافظ:
| در شب هجران مرا پروانهٔ وصلی فرست |  | ورنه از دردت جهانی را بسوزانم چو شمع |

| شرح این قصه مگر شمع برآرد به زبان |  | ور نه پروانه ندارد به سخن پروایی |

همان‌طور که مشخص شده است، در بیت نخست معنای اصلی هماهنگ با بیت واژهٔ پروانه، «اجازه» است، ولی وجود شمع در انتهای بیت باعث ایجاد تناسبی خارج از فضای بیت با پروانه شده‌است. در بیت دوم نیز پروانه در مفهوم معمول و متداول خود به کار رفته است ولی تناسب میان پروا به معنی میل و اشتیاق با پروانه در معنای اجازه و امکان و همچنین هم ریشه بودن این دو واژه باعث پدید آمدن ایهام تناسبی کم‌نظیر در ادبیات فارسی شده‌است.
| امشب صدای تیشه از بیستون نیامد |  | شاید به خواب شیرین فرهاد رفته باشد |

حزین لاهیجی
در این بیت شیرین به معنای معشوقه ی فرهاد با کلمات فرهاد، بیستون و تیشه تناسب معنایی یا مراعات نظیر برقرار کرده است؛ اما تنها معنای نزدیک شیرین به معنی مزه قابل قبول است.

### ایهام تداعی
در این نوع ایهام شاعر با آوردن لغاتی که دارای چند تلفظ یا چند املا هستند، سعی در برقراری تناسب با سایر لغات و مفاهیم موجود در بیت را دارد.
برای مثال در این بیت از حافظ:
| خواهم از زلف بتان نافه‌گشایی کردن |  | فکر دور است، همانا که خطامی‌بینم |

واژه «خطا» در ظاهر به معنای اشتباه است ولی اگر به سایر مفردات بیت توجه داشته باشیم درخواهیم یافت که نافه‌گشایی و خطا (ختا و ختن) به سبب داشتم، ذهنمان به سوی تناسب ختا و ختن و آهوان معروف آن ناحیه در چین و نافه‌گشایی آن‌ها می‌رود و آرایه ایهام تناسب به‌وجود می‌آید ولی چون املای لغت ختا را در بیت نمی‌یابیم، آرایه ایهام تداعی در مورد خطا و نافه‌گشایی پدید می‌آید.

### ایهام تضاد
ایهام تضاد آن است که شاعر دو کلمه را در بیت طوری به کار برد که خواننده در بدایت امر تصور کند میان آن‌ها تضاد وجود دارد ولی درپس معنا و مفهوم مدنظر شاعر برخلاف تصور اولیه خواننده، نوعی تناسب و هم‌معنایی به سبب معانی متفاوت یک واژه پدید آید.
برای نمونه، این بیت از حافظ:
| آشنایی نه غریب است که دلسوز من است |  | چون من از خویش برفتم دل بیگانه بسوخت |

در نظر اوّل تضاد میان آشنا و غریب و همین‌طور خویش (خویشاوندان) و غریب را درمی‌یابیم ولی هنگامی که درصدد یافتن معنا و مفهوم کل بیت برمی‌آییم متوجه می‌شویم که غرض اصلی حافظ از آوردن واژه «غریب» دیگر معنای آن یعنی شگفت‌انگیز بودن و مایه تعجب شدن کاری است که با زیبایی هرچه تمام‌تر خواننده را ابتدا در دام معنای غریبه و بیگانه قرار می‌دهد ولی در ادامه و انتهای بیت معنای مدنظر او هویدا می‌شود.
باید توجه داشت که شاعر برای ایجاد این آرایه، دامنه محدودی از لغات را داراست؛ به بیان دیگر از هر لغتی نمی‌توان آرایه ایهام ساخت. پس برای تسلط به این آرایه و توانایی تشخیص آن در ابیات باید در برخی لغات، تمامی معانی و ابعادشان را در آن واحد به خاطر داشت و از آن بهره جست.
در مجموع تسلط بر انواع ایهام‌ها به دریافتن معنا و مفهوم ادبیات کلاسیک پارسی کمک شایانی می‌کند و شرط لازم برای تسلط یافتن بر انواع ایهام‌ها، دانستن معانی مختلف واژه‌ها در عین داشتن حضور ذهن قوی و قدرت استدلال و تشخیص کافی است که این مهم جز با تمرین و ممارست کردن در اشعار و غزلیات بزرگانی چون حافظ و سعدی پدید نمی‌آید.